# Clementi (stacja metra)
Clementi – naziemna stacja Mass Rapid Transit (MRT) w Singapurze, która jest częścią East West Line, w Jurong East.